# Danawan
Danawan, antes conocido por Danaguán, es un barrio (Barangay Danawan) de la ciudad de Surigao  situado en una isla adyacente al noroeste de la de Mindanao. Forma parte de  la provincia de Surigao del Norte  en la Región Administrativa de Caraga, también denominada Región XIII. Para las elecciones está encuadrado en el Segundo Distrito Electoral.

## Geografía
Su término cuenta con una extensión superficial de 0.5768 km² y comprende las isla de Danaguán y de Sumilón situadas  al sur de la bahía de Aguasán; al este del estrecho de Surigao; y al norte del canal de Hinatuán.. 
- Danaguán situada  15 km al norte de la ciudad de  Surigao  al oeste de la isla de Hikdop, barrio de Catadmán, y al este de la isla de Sumilón que también forma parte de este barrio.[2]
- Sumilón está situada 15 km  al norte de la ciudad de  Surigao  al este de la isla de Hikdop, barrio de Catadmán, y  de la isla de Danaguán que también forma parte de este barrio.[3]

### Población
El año 2000 contaba este barrio con 532 habitantes que ocupaban 94 hogares, 599 en 2007 y  631 almas  en 2010.

## Historia
A finales del siglo XIX  formaba parte del  Tercer Distrito o provincia de Surigao: Con sede en la ciudad de Surigao comprendía el Noroeste y Este de la isla de Mindanao y, además, las de Bucas, Dinágat, Ginatúan, Gipdó, Siargao, Sibunga y varios islotes entre los que se encontraban Danaguán y Sumilón.